# Tây Khánh Sơn
Tây Khánh Sơn là một xã thuộc tỉnh Khánh Hòa, Việt Nam.

## Lịch sử
Ngày 16 tháng 6 năm 2025, Ủy ban Thường vụ Quốc hội ban hành Nghị quyết số 1667/NQ-UBTVQH15 về việc sắp xếp các đơn vị hành chính cấp xã của tỉnh Khánh Hòa năm 2025 (nghị quyết có hiệu lực từ ngày 16 tháng 6 năm 2025). Theo đó, hợp nhất xã Sơn Lâm và xã Thành Sơn thành xã Tây Khánh Sơn.

## Địa lý
Xã Tây Khánh Sơn có ranh giới với các xã:
- Phía Bắc giáp các xã Khánh Vĩnh và Nam Khánh Vĩnh
- Phía Đông giáp xã Khánh Sơn
- Phía Tây và phía Nam giáp xã Bác Ái Tây

Xã có diện tích 125,59 km², dân số năm 2025 là 7.847 người, mật độ dân số đạt 62 người/km².